# Partit Català d'Europa
El Partit Català d'Europa és un partit polític d'àmbit estrictament català registrat el 1998 en una notaria de la ciutat de Barcelona, i que va promoure l'expresident de la Generalitat Pasqual Maragall després d'haver deixat l'alcaldia de Barcelona l'any anterior.
No va ser fins al 2006 quan, un cop ja fora del govern de la Generalitat, el mateix Maragall va recuperar la idea, aquest cop com a integrant d'una xarxa europea que havia de confluir al Partit Demòcrata Europeu, un projecte avalat –a més de pel mateix Maragall-. pel francès François Bayron i l'italià Francesco Rutelli.
Aquesta trajectòria de la marca la va explicar en roda de premsa el propi Pasqual Maragall, el mateix 20 d'octubre de 2007 en què va fer pública la seva malaltia, un principi d'Alzehimer. El 31 de gener del 2008, poc temps abans de les eleccions generals espanyoles de març, Maragall va anunciar mitjançant un article publicat al diari ADN que es plantejaria si el Partit Català d'Europa concorreria a les eleccions generals o si es presentaria després del 9 de març. Finalment, el partit no es va presentar a aquesta cita electoral.

## Definició
En els seus estatuts fundacionals el CatEU es defineix com un partit polític d'àmbit català, constituït per contribuir democràticament a la política i a la formació de la voluntat dels ciutadans, així com a la promoció de la seva participació en les institucions (...).
És un partit d'àmplies fronteres ideològiques de centre-esquerra que es dirigeix  a totes aquelles persones que creguin en el canvi polític, la transformació de la societat i la cohesió social.
Són finalitats essencials del partit:
a)     Aconseguir autogovern dels ciutadans d'acord amb el principi de subsidiarietat i les sobiranies compartides en un món democràtic.
b)     El reconeixement de les identitats culturals i del paper de les ciutats a Europa.
c)     Promoure les polítiques encaminades a aconseguir: el benestar i la prosperitat col·lectiva i el foment de totes aquelles polítiques que millorin la vida quotidiana dels ciutadans.
d)    Potenciar el paper dels ciutadans en la construcció europea.